# Автобан A48 (Німеччина)
Федеральний автобан A48 (A48, нім. Bundesautobahn 48)  — німецький автобан у федеральній землі Рейнланд-Пфальц, який відгалужується від автобану A1 на трикутнику автобану Вульканайфель поблизу Дауна, а звідти веде через Кобленц до трикутника Дернбах у Вестервальді, де зливається з автобаном A3. Він відкриває великі частини Айфеля та регіон навколо Тріра з Рейнською областю та є частиною Європейського маршруту 44 по всій його довжині.

## Маршрут

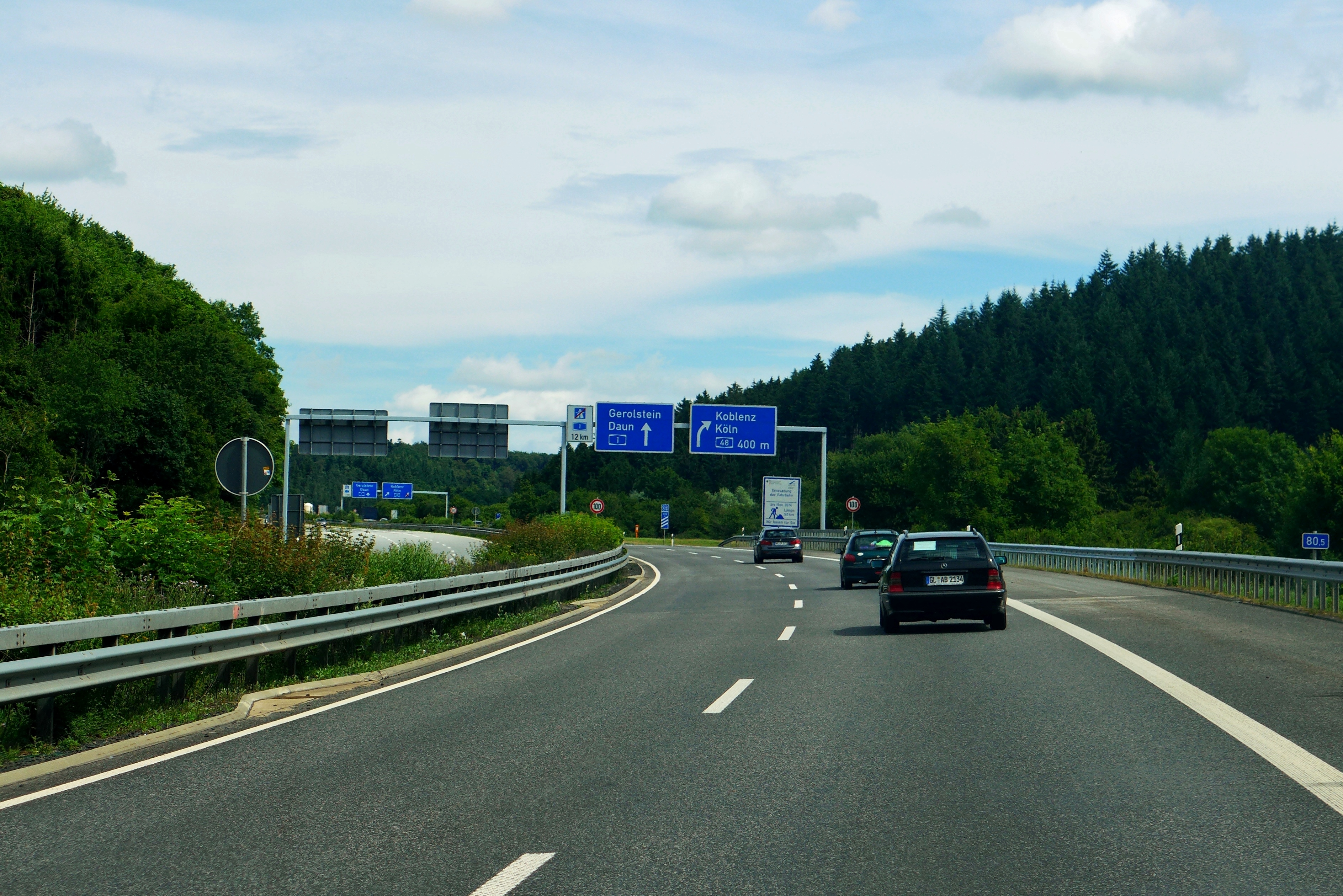
Початок A48 у трикутнику, район Вульканайфель.

A48 починається на трикутнику автостради Вульканайфель, де вона відгалужується від A1. Оскільки остання закінчується всього за кілька кілометрів на північ від трикутника в Кельберзі, а в напрямку Кельна є вільна ділянка довжиною 20 км, рух з Тріра продовжуватиметься в напрямку Кельна через A48, а пізніше A61. Після трикутника йде горбиста смуга з деякими підйомами та спусками через густий ліс і горбистий Вулканайфель, безпосередньо повз Ульменер Маар. Характерною є траса, яка складається з довгих прямих і окремих, відносно крутих поворотів. У Кайзерзеші горбиста ділянка Айфеля йде ліворуч і досягається рівнина Майфельд. Незадовго до Майєна автобан перетинає глибоку долину Ельцбах. Відразу на північ від 97-метрового мосту Ельцталь розташована зона відпочинку з автозаправною станцією. Через перехрестя Mayen шлях до A61 (розв’язка Mendig) можна скоротити, проїхавши по федеральній трасі 262, що виключає об’їзд через розв’язку автомагістралі Кобленц.